# Talang Mulya
Talang Mulya is een bestuurslaag in het regentschap Indragiri Hulu van de provincie Riau, Indonesië. Talang Mulya telt 2856 inwoners (volkstelling 2010).